# Голланд (фільм)
Голланд (англ. Holland) — американський психологічний трилер 2025 року режисера Мімі Кейв, сценарій написав Ендрю Содроскі, у головних ролях — Ніколь Кідман, Меттью Макфедьєн та Гаель Гарсія Берналь. Історія розповідає про жінку (Кідман), яка вважала, що має ідеальне сімейне життя, але все виявляється несподіваним поворотом, коли вона вирішує з'ясувати, чи не зраджує їй чоловік (Макфейден), що призводить до неочікуваних наслідків.
Прем'єра фільму відбулася на фестивалі South by Southwest 9 березня 2025 року, а вийшов на Amazon Prime Video 27 березня 2025 року. Він отримав змішані та негативні відгуки критиків.

## Сюжет
У 2000 році Ненсі, вчителька в маленькому містечку Голланд на Середньому Заході, штат Мічиган, живе стереотипним життям середнього класу зі своїм чоловіком Фредом, окулістом, та 13-річним сином Гаррі. Через часті відсутності Ненсі підозрює Фреда у подвійному житті. Вона зазначає, що Фред зберігає фотографії Polaroid, коли у них немає фотоапарата Polaroid, і що він відвідує більше конференцій за містом, ніж можна було б очікувати від окуліста.
Дейв, колега-вчитель, допомагає Ненсі з'ясувати, чим займався Фред, коли той нібито був на цих конференціях. Між Ненсі та Дейвом виникають романтичні почуття. Пізніше Ненсі розуміє, що модель поїзда, яку Фред будував у їхньому будинку, зображує деталі кількох минулих убивств жінок. Намагаючись знайти докази невірності Фреда, Дейв слідує за Фредом до будинку на озері, де виявляє, що Фред — серійний вбивця. Він заколює Фреда, думаючи, що вбив його. Дейв неправдиво каже Ненсі, що він просто протистояв Фреду, який вирішив покинути свою сім'ю. Фред повертається до міста під час фестивалю тюльпанів. Ненсі та Гаррі ховаються в мотелі, де Дейв нарешті розкриває правду про свою зустріч з Фредом. Дейв намагається викликати поліцію попри заперечення Ненсі та отримує травми в їхній бійці. Ненсі знаходить Гаррі біля мотелю з Фредом, який дорікає Ненсі, але хоче, щоб родина повернулася до свого колишнього стану речей. Перебуваючи в сімейній машині, Ненсі відволікає увагу, зауважуючи, що ремінь безпеки Гаррі не пристебнутий, і просить Фреда зупинити транспортний засіб. Гаррі втікає з машини, і Ненсі вбиває Фреда в подальшій бійці.

## У ролях
- Ніколь Кідман у ролі Ненсі «Ненс» Вандергрут, дружини вчительки Фреда та матері Гаррі.
- Гаель Гарсія Берналь у ролі Дейва Дельгадо, вчителя магазину, який дружить з Ненсі.
- Меттью Макфедьєн у ролі Фреда Вандерґрута, чоловіка Ненсі, окуліста, та батька Гаррі.
- Джуд Гілл у ролі Гаррі Вандерґрута, сина Ненсі та Фреда
- Джефф Поуп у ролі Сквіггса Грауманна
- Ісаак Краснер у ролі Шона Грауманна, сина Сквіггса
- Леннон Пархем у ролі Гвен, подруги Ненсі
- Рейчел Сеннотт у ролі Кенді Дебур, няні Гаррі
- Джейкоб Моран у ролі Метта, сина Гвен